# Giro di Lombardia 1981
Il Giro di Lombardia 1981, settantacinquesima edizione della corsa, fu disputata il 17 ottobre 1981, per un percorso totale di 259 km. Fu vinta dall'olandese Hennie Kuiper, giunto al traguardo con il tempo di 6h32'00" alla media di 39,643 km/h.
Presero il via da Milano 123 ciclisti, 27 di essi portarono a termine la gara.

## Ordine d'arrivo (Top 10)
| Pos. | Corridore          | Squadra     | Tempo   |
| ---- | ------------------ | ----------- | ------- |
| 1    | Hennie Kuiper      | DAF Trucks  | 6h32'00 |
| 2    | Moreno Argentin    | Sammontana  | a 27"   |
| 3    | Alfredo Chinetti   | Inoxpran    | s.t.    |
| 4    | Jean-Marie Grezet  | Cilo-Aufina | s.t.    |
| 5    | Luciano Rabottini  | Santini     | s.t.    |
| 6    | Tommy Prim         | Bianchi     | s.t.    |
| 7    | Emanuele Bombini   | Hoonved     | s.t.    |
| 8    | Pascal Simon       | Peugeot     | s.t.    |
| 9    | Johan De Muynck    | Splendor    | s.t.    |
| 10   | Claude Criquielion | Splendor    | s.t.    |